# پل آلن
پل گاردنر آلن (به انگلیسی: Paul Gardner Allen) (متولد ۲۱ ژانویه ۱۹۵۳ در شهر سیاتل، واشینگتن ایالت واشینگتن – درگذشته ۱۵ اکتبر ۲۰۱۸)، یکی از بنیانگذاران شرکت مایکروسافت بود که به کمک بیل گیتس مایکروسافت را در سال ۱۹۷۵ در شهرآلبوکرکی در ایالت نیومکزیکو تأسیس کردند. پل آلن که یکی از مدیران شرکت مایکروسافت بود، در شهر مرسرآیلند ایالت واشینگتن زندگی می‌کرد. دارایی او در ماه مه سال ۲۰۱۵ میلادی ۱۷٫۶ میلیارد دلار برآورد شده‌بود.
آلن در سال ٢٠١٨ توسط فوربس با دارایی خالص ٢٠/٣ میلیارد دلار به عنوان چهل و چهارمین ثروتمندترین فرد جهان در زمان مرگش رتبه بندی شد.
پل آلن در تاریخ ۱۵ اکتبر ۲۰۱۸ در ۶۵ سالگی در ایالت واشنگتن به علت سرطان درگذشت.
در ٢٣ سالگی تن به ازدواج با دوست دختر خود نداد زیرا فکر می‌کرد برای ازدواج در این سن آماده نیست. او در حالی از دنیا رفت که در طول زندگی اش نه زن داشت و نه فرزند. 
به نقل از کتاب تصمیم گیری نوشته استیفن پی رابینز او که با پایه گذاری مایکروسافت یکی از ثروتمندترین مردان جهان شد، اما او نتوانست از تجربه خود در یکی از سرمایه گذاری ها استفاده کند و در پی آن میلیارد ها دلار از سرمایه اش را از دست داد.